# 惠拉蓋爾濟
惠拉蓋爾濟（冰島語發音：[ˈkʰvɛːraˌcɛrðɪ, ˈxʷɛː-]）是冰島南部區的市鎮，位於該國西南部，距離首都雷克雅未克45公里，市镇面積为9平方公里，2021年时人口数量为2,778人。市鎮内有豐富的地熱資源。